# Moviment Nacional Democràtic Oromo
El Moviment Nacional Democràtic Oromo/Oromo National Democratic Movement (ONDM) fou un partit polític d'Etiòpia format el 1976 per iniciativa del MEISON i amb el suport del Derg, per mobilitzar el suport dels oromos. El partit hauria existit només fins al 1979 quan el MEISON va perdre el favor del Derg, i si va subsistir a l'exili no hi ha notícies. Els membres a l'interior van passar en la seva major part al Front d'Alliberament Oromo.
Com altres en aquest temps, la banderes del partit fou vermella amb l'emblema groc.